# Companiganj, Sylhet
Companiganj är ett underdistrikt i Bangladesh. Det ligger i den nordöstra delen av landet, 210 km nordost om huvudstaden Dhaka.
Trakten runt Companiganj består huvudsakligen av våtmarker. Runt Companiganj är det tätbefolkat, med 881 invånare per kvadratkilometer.